# Espacio uniformemente convexo
En matemáticas, un espacio uniformemente convexo (o espacio uniformemente rotundo) es un ejemplo común de espacio de Banach reflexivo. El concepto de convexidad uniforme fue introducido por primera vez por James A. Clarkson en 1936.

## Definición
Un espacio uniformemente convexo es un espacio vectorial normado tal que, para cada {\displaystyle 0<\varepsilon \leq 2} hay algún {\displaystyle \delta >0} tal que para dos vectores cualesquiera con {\displaystyle \|x\|=1} e {\displaystyle \|y\|=1,} la condición
{\displaystyle \|x-y\|\geq \varepsilon }
implica que:
{\displaystyle \left\|{\frac {x+y}{2}}\right\|\leq 1-\delta .}
Intuitivamente, el centro de un segmento rectilíneo dentro de la 1-esfera debe estar profundamente dentro de la bola unitaria, a menos que el segmento sea corto.

## Propiedades
- La 1-esfera se puede sustituir por la bola unidad cerrada en la definición. Es decir, un espacio vectorial normado {\displaystyle X} es uniformemente convexo si y solo si para cada {\displaystyle 0<\varepsilon \leq 2} hay algún {\displaystyle \delta >0} de modo que, para dos vectores cualesquiera {\displaystyle x} y {\displaystyle y} en la bola unitaria cerrada (es decir, {\displaystyle \|x\|\leq 1} y {\displaystyle \|y\|\leq 1}) con {\displaystyle \|x-y\|\geq \varepsilon }, uno tiene {\displaystyle \left\|{\frac {x+y}{2}}\right\|\leq 1-\delta } (tenga en cuenta que, dado {\displaystyle \varepsilon }, el valor correspondiente de {\displaystyle \delta } podría ser menor que el proporcionado por la definición original más débil).

| Demostración |
| La parte directa de la demostración es trivial. A la inversa, supóngase ahora que {\displaystyle X} es uniformemente convexo y que {\displaystyle x,y} son como en el enunciado, para algún {\displaystyle 0<\varepsilon \leq 2} fijo. Sea {\displaystyle \delta _{1}\leq 1} el valor de {\displaystyle \delta } correspondiente a {\displaystyle {\frac {\varepsilon }{3}}} en la definición de convexidad uniforme. Se va a demostrar que {\displaystyle \left\\|{\frac {x+y}{2}}\right\\|\leq 1-\delta }, con {\displaystyle \delta =\min \left\{{\frac {\varepsilon }{6}},{\frac {\delta _{1}}{3}}\right\}}. Si {\displaystyle \\|x\\|\leq 1-2\delta } entonces {\displaystyle \left\\|{\frac {x+y}{2}}\right\\|\leq {\frac {1}{2}}(1-2\delta )+{\frac {1}{2}}=1-\delta } y se prueba el enunciado. Un argumento similar se aplica al caso {\displaystyle \\|y\\|\leq 1-2\delta }, por lo que se puede suponer que {\displaystyle 1-2\delta <\\|x\\|,\\|y\\|\leq 1}. En este caso, dado que {\displaystyle \delta \leq {\frac {1}{3}}}, ambos vectores son distintos de cero, por lo que se puede hacer que {\displaystyle x'={\frac {x}{\\|x\\|}}} y {\displaystyle y'={\frac {y}{\\|y\\|}}}. Se tiene que {\displaystyle \\|x'-x\\|=1-\\|x\\|\leq 2\delta }, y de manera similar, {\displaystyle \\|y'-y\\|\leq 2\delta }, por lo que {\displaystyle x'} y {\displaystyle y'} pertenecen a la esfera unitaria y tienen una distancia {\displaystyle \\|x'-y'\\|\geq \\|x-y\\|-4\delta \geq \varepsilon -{\frac {4\varepsilon }{6}}={\frac {\varepsilon }{3}}}. Por lo tanto, de acuerdo con la elección de {\displaystyle \delta _{1}}, se tiene que {\displaystyle \left\\|{\frac {x'+y'}{2}}\right\\|\leq 1-\delta _{1}}. De ello se deduce que {\displaystyle \left\\|{\frac {x+y}{2}}\right\\|\leq \left\\|{\frac {x'+y'}{2}}\right\\|+{\frac {\\|x'-x\\|+\\|y'-y\\|}{2}}\leq 1-\delta _{1}+2\delta \leq 1-{\frac {\delta _{1}}{3}}\leq 1-\delta }, con lo que la proposición queda probada. |

- El teorema de Milman-Pettis establece que todo espacio de Banach uniformemente convexo es reflexivo, mientras que lo contrario no es necesariamente cierto.
- Cada espacio de Banach uniformemente convexo es un espacio de Radon-Riesz, es decir, si {\displaystyle \{f_{n}\}_{n=1}^{\infty }} es una secuencia en un espacio de Banach uniformemente convexo que converge débilmente a {\displaystyle f} y satisface {\displaystyle \|f_{n}\|\to \|f\|,} entonces {\displaystyle f_{n}} converge fuertemente a {\displaystyle f}, es decir, {\displaystyle \|f_{n}-f\|\to 0}.
- Un espacio de Banach {\displaystyle X} es uniformemente convexo si y solo si su dual {\displaystyle X^{*}} es uniformemente suave.
- Todo espacio uniformemente convexo es estrictamente convexo. Intuitivamente, la convexidad estricta significa una desigualdad triangular {\displaystyle \|x+y\|<\|x\|+\|y\|} más fuerte siempre que {\displaystyle x,y} sean linealmente independientes, mientras que la convexidad uniforme requiere que esta desigualdad sea verdadera de manera uniforme.

## Ejemplos
- Todo espacio prehilbertiano es uniformemente convexo.[1]
- Todo subespacio cerrado de un espacio de Banach uniformemente convexo es uniformemente convexo.
- Las desigualdades de Hanner implican que los espacios Lp {\displaystyle (1<p<\infty )} son uniformemente convexos.
- Por el contrario, {\displaystyle L^{\infty }} no es uniformemente convexo.